# Brandon Montour
Brandon Montour, född 11 april 1994, är en kanadensisk professionell ishockeyback som spelar för Florida Panthers i NHL.
Han har tidigare spelat för Anaheim Ducks och Buffalo Sabres i NHL; Norfolk Admirals och San Diego Gulls i AHL; UMass Minutemen i NCAA samt Waterloo Black Hawks i USHL.

## Spelarkarriär

### NHL

#### Anaheim Ducks
Montour draftades i andra rundan i 2014 års draft av Anaheim Ducks som 55:e spelare totalt.
Han skrev på sitt treåriga entry level-kontrakt, värt 2,775 miljoner dollar, med Ducks den 16 mars 2015.
Den 24 juli 2018 skrev han på ett nytt tvåårskontrakt med Ducks värt 6,775 miljoner dollar.

#### Buffalo Sabres
Den 25 februari 2019 tradades han till Buffalo Sabres i utbyte mot Brendan Guhle och ett draftval i första rundan 2019 (Brayden Tracey).

#### Florida Panthers
Den 10 april 2021 tradades han till Florida Panthers i utbyte mot ett draftval i tredje rundan 2021.

## Statistik
| 2009–2010   | Cambridge Hawks U16  | AH          | 40  | 4  | 14  | 18  | 12  | 11 | 0 | 2  | 2  | 6  |
| 2010–2011   | Cambridge Hawks U18  | AH          | 19  | 3  | 8   | 11  | 38  | —  | — | —  | —  | —  |
|             | Brantford Eagles     | GOJHL       | 37  | 1  | 13  | 14  | 22  | 10 | 0 | 3  | 3  | 6  |
| 2011–2012   | Brantford Eagles     | GOJHL       | 51  | 14 | 22  | 36  | 65  | 19 | 6 | 12 | 18 | 30 |
| 2012–2013   | Caledonia Corvairs   | GOJHL       | 49  | 18 | 49  | 67  | 94  | 12 | 4 | 11 | 15 | 22 |
| 2013–2014   | Waterloo Black Hawks | USHL        | 60  | 14 | 48  | 62  | 36  | 12 | 6 | 10 | 16 | 10 |
| 2014–2015   | Waterloo Black Hawks | USHL        | 17  | 6  | 15  | 21  | 30  | —  | — | —  | —  | —  |
|             | UMass Minutemen      | NCAA        | 21  | 3  | 17  | 20  | 30  | —  | — | —  | —  | —  |
|             | Norfolk Admirals     | AHL         | 14  | 1  | 9   | 10  | 8   | —  | — | —  | —  | —  |
| 2015–2016   | San Diego Gulls      | AHL         | 68  | 12 | 45  | 57  | 42  | 9  | 0 | 5  | 5  | 8  |
| 2016–2017   | Anaheim Ducks        | NHL         | 27  | 2  | 4   | 6   | 14  | 17 | 0 | 7  | 7  | 4  |
|             | San Diego Gulls      | AHL         | 36  | 13 | 19  | 32  | 34  | —  | — | —  | —  | —  |
| 2017–2018   | Anaheim Ducks        | NHL         | 27  | 2  | 4   | 6   | 14  | 17 | 0 | 7  | 7  | 4  |
| 2018–2019   | Anaheim Ducks        | NHL         | 62  | 5  | 20  | 25  | 40  | —  | — | —  | —  | —  |
|             | Buffalo Sabres       | NHL         | 20  | 3  | 7   | 10  | 16  | —  | — | —  | —  | —  |
| 2019–2020   | Buffalo Sabres       | NHL         | 54  | 5  | 13  | 18  | 28  | —  | — | —  | —  | —  |
| 2020–2021   | Buffalo Sabres       | NHL         | 38  | 5  | 9   | 14  | 24  | —  | — | —  | —  | —  |
|             | Florida Panthers     | NHL         | 12  | 2  | 2   | 4   | 16  | 6  | 0 | 0  | 0  | 6  |
| 2021–2022   | Florida Panthers     | NHL         | 81  | 11 | 26  | 37  | 48  | 10 | 0 | 3  | 3  | 6  |
| 2022–2023   | Florida Panthers     | NHL         | 80  | 16 | 57  | 73  | 107 | 21 | 8 | 5  | 13 | 39 |
| NHL totalt  | NHL totalt           | NHL totalt  | 454 | 58 | 161 | 219 | 335 | 58 | 8 | 16 | 24 | 61 |
| AHL totalt  | AHL totalt           | AHL totalt  | 118 | 26 | 73  | 99  | 84  | 9  | 0 | 5  | 5  | 8  |
| USHL totalt | USHL totalt          | USHL totalt | 77  | 20 | 63  | 83  | 66  | 12 | 6 | 10 | 16 | 10 |

### Internationellt
| Källa: Uppdaterad: 2023-02-06 | Källa: Uppdaterad: 2023-02-06 | Källa: Uppdaterad: 2023-02-06 |         | Utv = Utvisningsminuter | Utv = Utvisningsminuter | Utv = Utvisningsminuter | Utv = Utvisningsminuter | Utv = Utvisningsminuter |
| År                            | Lag                           | Mästerskap                    | Matcher | Mål                     | Assists                 | Poäng                   | Utv                     |                         |
| ----------------------------- | ----------------------------- | ----------------------------- | ------- | ----------------------- | ----------------------- | ----------------------- | ----------------------- | ----------------------- |
| 2019                          | Kanada                        | VM                            | 3       | 0                       | 0                       | 0                       | 0                       |                         |
| Senior totalt                 | Senior totalt                 | Senior totalt                 | 3       | 0                       | 0                       | 0                       | 0                       |                         |